# Cliffortia curvifolia
Cliffortia curvifolia är en rosväxtart som beskrevs av August Henning Weimarck. Cliffortia curvifolia ingår i släktet Cliffortia och familjen rosväxter. Inga underarter finns listade i Catalogue of Life.